# Encentrum spatitium
Encentrum spatitium är en hjuldjursart som beskrevs av Wulfert 1936. Encentrum spatitium ingår i släktet Encentrum, och familjen Dicranophoridae. Arten är reproducerande i Sverige.